# ویلیام استیل
ویلیام استیل (انگلیسی: William Steele; ۲۸ مارس ۱۸۸۸ – ۱۳ فوریهٔ ۱۹۶۶) بازیگر اهل ایالات متحده آمریکا بود. وی بین سال‌های ۱۹۱۲ تا ۱۹۵۶ میلادی فعالیت می‌کرد. وی مدتی در جنگ جهانی اول جنگید، اما سپس با کار بازیگری‌اش بازگشت.
شهرت او بیشتر به خاطر بازی در فیلم‌های وسترن (بویژه در آثار جان فورد) است.

## گزیدهٔ فیلم‌شناسی
- سربازان پیاده (۱۹۳۰)
- دست‌تنها (۱۹۲۳)
- مرد عوضی (۱۹۱۷)
- مردی انگشت‌نما (۱۹۱۷)